# Elin Pelin Point
Elin Pelin Point är en udde i Antarktis. Den ligger i Sydshetlandsöarna. Argentina, Chile och Storbritannien gör anspråk på området.
Terrängen inåt land är huvudsakligen bergig, men åt sydväst är den platt. Havet är nära Elin Pelin Point åt sydväst. Trakten är obefolkad. Det finns inga samhällen i närheten. 